# 仮面ライダー剣の登場キャラクター
仮面ライダー剣の登場キャラクター（かめんライダーブレイドのとうじょうキャラクター）では、特撮テレビドラマ『仮面ライダー剣』に登場する主要なキャラクターについて記述する。

## ライダーシステム適合者
本作品に登場する4人の仮面ライダーの変身者の名前には、トランプの「A」に繋がる「1」にまつわる漢字が1文字使われている。
※テレビシリーズ以外の作品における後年の行動は、あくまでもその作品独自のものであり、テレビシリーズの直接的な続きというわけではない。
剣崎 一真（） / 仮面ライダーブレイド
- 演 / 声 - 椿隆之
- スーツアクター - 高岩成二

本作品の主人公。22歳。ブレイドアーマーに最大限適応する人間としてBOARDに選定・スカウトされ、2か月の特訓を経て仮面ライダーブレイドとなった。多忙で部屋を空けていた間の家賃を滞納したため、住んでいたアパート「氷川キャッスル」を追い出され、取材目的で接触してきた虎太郎の家に居候する。BOARD壊滅後も彼ら元BOARD職員には、天王路のポケットマネーから給与が振込まれていたが、かなりの安月給で貯金はほとんどない。
明朗快活で裏表のない性格だが、不器用で頭に血が上りやすいことで友人は少なく、虎太郎や栞が初めての友となる。一人暮らしが長かったため料理は巧いが、普段は虎太郎に任せきりである。その強い信念は戦いを通して知り合った始にも向けられ、彼の正体を知りながらも人類と共に守り抜く決心を固める。
物語当初はブレイドアーマーの適合者としての戦闘経験が浅かったためか、アンデッドに苦戦を強いられがちであり、橘がBOARDを裏切った際はショックのあまり戦意喪失してしまうこともあったが、戦いを重ねるにつれ心身ともに一人前の仮面ライダーに成長していく。
11歳のころに火事によって目の前で両親を亡くしており、2人を救えなかったトラウマから「人を助けたい」という想いが強く、アンデッドへの怒りとその人間への愛情が、彼の戦う原動力となっている。
世界を滅ぼす存在である始（ジョーカー）の処遇で、橘や睦月と衝突するなど苦悩するが、最後は始を封印する以外の方法で戦いを終わらせるため、キングフォームを酷使した際の欠点を利用して自らの肉体をアンデッド化させ、第2のジョーカー＝ブレイドジョーカーとなることでバトルファイトの参加権を得る。バトルファイトを継続状態とすることで、ジョーカーが勝ち残ることで起こる世界の終わりを防いだ。そして、ジョーカーの本能によって再び自分と始が戦ってしまうことがないよう、「俺は運命と戦う。そして勝ってみせる」と言い残してどこかへと去って行く。
『劇場版 仮面ライダー剣 MISSING ACE』
26歳。4年前に最後のアンデッドであるジョーカー＝相川始を封印し、アンデッドのバトルファイトに終止符を打ち、烏丸にカードとベルトを返却した。現在はゴミ清掃員をしている。
今の仕事に誇りを持っているものの、仮面ライダーとして戦っていた時期が一番充実していたと感じており、また始を封印したせいで天音が不良になってしまったことに対して、複雑な思いを抱いている。
自分たちが封印したはずのアンデッドの復活と、新世代ライダーの存在をきっかけに、再び仮面ライダーとして戦うことを決意する。
自分たちを侮った態度を取る新世代ライダーたちとは折り合いが悪く、顔をあわせるたびに喧嘩をしている。
『仮面ライダーディケイド』
『剣』本編より数年後の剣崎が登場する。ジョーカーに変化して仲間の元から離れた孤独感から、テレビシリーズより暗い性格へと変わってしまった。
「ライダー大戦の世界」において、仮面ライダーディケイド/門矢士たちの前に現れ、紅渡たちと共にディケイドの排除を行う。劇中では、ラウズアブゾーバーなしでキングフォームに変身する。
『スーパーヒーロー大戦GP 仮面ライダー3号』
変身後のみの登場だが、声は剣崎一真のもので、橘からも「剣崎」と呼ばれている。レンゲルの配下だったが、ギャレンと共に妨害を図ったため、囚われの身となっている。正義の仮面ライダーをおびき出す演技だったが、3号に論されたゼロノスに見逃される。その後、最終決戦直前にギャレン、カリス、レンゲルとともに正義の仮面ライダーとして加勢する。
『仮面戦隊ゴライダー』
宝生永夢が謎の世界で出会った仮面ライダーの1人として登場。だがその正体は檀黎斗が当人が消息不明であるため化けた偽者で、本物は黎斗が疑似的にブレイドに変身・必殺技などを行ったことで自身の中のジョーカーが共鳴し、後からCRに現れ永夢と共に謎の世界に来た。
小説『S.I.C. HERO SAGA MASKED RIDER BLADE EDITION -DAY AFTER TOMORROW-』
テレビシリーズの後日談。ブレイドキングフォーム（カメレオンアンデッドの擬態）に苦戦する仲間たちの前に姿を現して、ジョーカーの状態から、ブレイバックルを用いて変身する。
『仮面ライダージオウ』
当該作品については仮面ライダージオウ#他作品の登場人物を参照。

相川 始（） / 仮面ライダーカリス / ジョーカー
- 演 / 声 - 森本亮治
- スーツアクター - 伊藤慎

自称23歳。どのカテゴリーにも属さずいかなる生物の始祖でもない、特殊なアンデッド。武器は腕の鎌。腰にはアンデッドバックルの代わりにジョーカーラウザーというラウズユニットがあり、それを腰部に装着したまま、アンデッドを封印した状態のラウズカードをラウズすると、カードに封印されたアンデッドの姿へ化身する。また、アンデッドでありながらアンデッドを封印する能力も持つ。ジョーカーがバトルファイトに勝利すると、その肉体やモノリスからダークローチが大量発生し、世界を滅ぼしバトルファイトをリセットさせる。
ヒューマンアンデッドが封印されたハートの2のラウズカードとジョーカーラウザーを使い、青年の姿へ化身する。
物語開始から数か月前に雪山で金居と戦い、その際に写真撮影をしていた栗原晋を巻き込んで死なせてしまう。晋の死を看取った時に彼から家族の写真を手渡され、事切れる寸前でも自分の命ではなく家族を想うその気持ちが理解できなかったと同時に疑問を持つ。その後、晋の妻子の住む喫茶店「ハカランダ」へと現れ、居候するようになった。同居後、晋の遺品であるカメラを使い、カメラマンとしての勉強を始める。
口数が少なくクールな性格で他者との関わりをあまり好まず、人間を見下しているような言動もうかがわせる、孤高の一匹狼的存在。そのため栗原親子以外興味がなく、周囲を顧みない戦い方や戦いを優先する面があったが、剣崎や相川始として接した人々との交流を通して、次第に人の心を理解し、天音たちだけでなく人類そのものを愛するようになっていく。そして、本来の使命とは別に天音や遙香、そして他の人間を守るためにアンデッドに戦いを挑むようになる。正体を知られた剣崎とは最初は対立するも、共にアンデッドと戦ううちに深い友情で結ばれることとなる。
「相川始」の人格は、封印されたヒューマンアンデッドが、ジョーカーの意識に同化し始めたことで、残忍なジョーカーの人格に理性と優しさが芽生えたものである。「始」となって以来、彼はジョーカーに戻ることを忌まわしく感じるようになり、アンデッドを封印したベスタの力でその本性を抑え込み、そして人間としての生活を通して次第にジョーカーとしての本能を人間の心が上回るようになっていく。
最後はバトルファイトに勝ち残ってしまったことで、ダークローチを生み出し本当に全てを滅ぼす存在となるが、剣崎が新たなジョーカーとなったために救われる。その後は剣崎の願いを受け、人間として生きていくことになる。
『劇場版 仮面ライダー剣 MISSING ACE』
4年前に剣崎の手によって、ジョーカーとして封印された。しかし天音を救うために、レンゲルのテイピアリモートで解放され、復活する。
天音を守るが、アルビノジョーカーの前に敗北し、天音をバニティカードに封印され、アルビノジョーカーに14との融合を許してしまう。その後、天音の身代わりとなってバニティカードに封印され、14への力の供給を断つため剣崎に自らを倒させる。
『スーパーヒーロー大戦GP 仮面ライダー3号』
変身後の姿のみの登場だが、声は相川始のものとなっている。レンゲルの配下として、彼の敵になる者を薙ぎ払う。最終決戦ではショッカーを裏切ったレンゲルに付き従い、正義の仮面ライダーに加勢する。

橘 朔也（） / 仮面ライダーギャレン
- 演 / 声 - 天野浩成
- スーツアクター - 押川善文

25歳。BOARDに所属しており、剣崎の先輩格に当たる。真面目で正義感が強く、純粋な心を持つが、他人の言動に左右されやすい。そのため、ピーコックアンデッドである伊坂やウルフアンデッドである新名、さらに広瀬義人（トライアルB）にまで利用される。言い換えれば他者の意見を尊重する男であり、良くも悪くも自分を貫き通すのみの仮面ライダーの中で、周囲への気配りができる存在である。睦月をスパイダーアンデッドの呪縛から解放するために奔走するなど、先輩らしい一面も見せている。
物語初期で体の不調を訴えており、本人はそれを急遽完成させたライダーシステムの弊害と思い込んでいるが、実際には自身の脳の一部で心の根底にあった恐怖心が増幅して融合率が低下し、破滅のイメージを自身に植え付けていたことによって心臓や他の臓器にも影響が及んでいたためであった。一時期は、伊坂に与えられた副作用のあるシュルトケスナー藻で克服するが、心の支えだった小夜子を殺害されると、怒りによってそれを完全に克服し、伊坂を倒す。
その後は小夜子を失った責任を感じてギャレンの資格を放棄するが、レンゲルの登場と桐生の暴走を目の当たりにし、眼をそらしきれない正義感と桐生の遺言で戦線に復帰する。剣崎とは別行動をしつつも時に共闘し、また時には始の封印を巡って対立するなど状況に振り回されながらも、最終的には始を信じ続ける剣崎を信じることを選ぶ。始を守るために金居と戦い行方不明になるが、烏丸に助けられていた。
味音痴なのか、虎太郎による失敗作の不味いスパゲティを笑顔で完食し、なおかつ虎太郎が食べなかった分まで食べようとしている。
『劇場版 仮面ライダー剣 MISSING ACE』
29歳。4年前、烏丸所長とともにラウズカードの封印に向かい、行方不明になっていたが、新世代ライダーを引き連れて剣崎らの前に現れる。しかし、新世代たちの協調性のなさに頭を痛めている。
引退していた剣崎たちとは違い、自らも仮面ライダーギャレンとして、復活したアンデッドたちと戦っていた。
『スーパーヒーロー大戦GP 仮面ライダー3号』
レンゲルの配下だったが、アンデッド開発に異論を持ってブレイドと共に妨害を図ったため、反逆者の烙印を押される。実のところはショッカーの幹部になるためにゼロノスたちを欺く演技だったが、3号の言葉で思いとどまったゼロノスによって見逃される。
その後、最終決戦ではショッカーを本格的に裏切り、他の3人とともに正義の仮面ライダーとして加勢する。
上城 睦月（） / 仮面ライダーレンゲル
- 演 / 声 - 北条隆博
- スーツアクター - 岡元次郎

昭和62年5月10日生まれの17歳。あかつき学院高等学校に通う高校生。控え目で気が弱く、争いを好まない極めて温厚でお人好しな性格だが、内に秘めたトラウマゆえに自分を変えたいと願いつつ、何かに依存して暴走する一面を持っている。
幼いころに誘拐され、コインロッカーに閉じ込められた過去があるため、暗闇に恐怖を抱いており、そこに付け込んだスパイダーアンデッドの邪悪な意志に支配される。レンゲルバックルを入手したことでスパイダーアンデッドの呪縛に取り込まるが、バックルと引き放すことが困難と判断した橘から訓練を受け、助けた人々の笑顔を見て自分が強さを追い求める原点を思い出したことで、一時的に呪縛を跳ね除ける。しかし、睦月本人の強くなりたいという願望に再びスパイダーアンデッドが付け入り、嶋の思惑も空しく、完全にその呪縛に囚われてしまう。
物語の中盤以降では、他のライダーたちを敵視し、スパイダーアンデッドの思惑のままに、自らが最強のライダーになるために別行動をとる。しかし、光を封印し、橘から渡されたラウズアブゾーバーを用いてキングフォームへの変身を試みることで、嶋の力が完全に発揮され、睦月とスパイダーアンデッドを分離する。そして嶋と融合した睦月が自らの手でスパイダーアンデッドを完全に封印したことで、本当の意味でレンゲルの力を自らのものとする。
その後は、仮面ライダーであることやアンデッドとの戦いに迷いを感じつつも戦い抜き、最後はジョーカーとの戦いに敗れ重傷を負い、戦線を離脱する。スパイダーアンデッドの影響でバスケットボール部を退部していたが、剣崎の失踪後は再びバスケットボールに励んでいる。
『劇場版 仮面ライダー剣 MISSING ACE』
21歳。大学4年生になり、就職活動中である。しかし、かつて仮面ライダーレンゲルとして戦っていた記憶が強すぎるため、就職活動は難航している。
ライダーだった過去を疎んじていたが、アンデッドの復活を見過ごせず、再び戦うことを決意する。
『スーパーヒーロー大戦GP 仮面ライダー3号』
歴史の改変によりショッカーの大幹部となっており、ブレイド、カリス、ギャレンを配下として従わせている。変身後のみの登場だが、声は上城睦月のものとなっている。ブレイドの街に拠点を置くショッカー開発陣の指揮者として、不死生物アンデッドの開発に着目している。その後、3号とゼロノスが橘らに止めを刺さず帰したため、最終決戦にて他の3人と共に、正義の仮面ライダーとして加勢する。

## 人類基盤史研究所「BOARD」メンバー
広瀬 栞（）
- 演 - 江川有未

20歳。広瀬義人の娘で、BOARDに所属する烏丸直属の研究員。亡き父の友人である烏丸を心から尊敬している。剣崎、橘を側面からサポートするナビゲーター役。年齢は剣崎より若いが入社時期や立場が先輩にあたるため、「先輩」と呼ばれることを嫌い、剣崎からは「広瀬さん」と呼ばれている。BOARD壊滅後に剣崎とともに虎太郎の家に居候になり、アンデッドサーチャーで危機を知らせる。
戦うことに困惑する剣崎を2度引っ叩いていて、その都度彼に仮面ライダーの使命を思い出させて立ち直らせるなど強い正義感の持ち主だが、若干ヒステリックなところがありそれが災いしてか恋愛経験がなく、本人もそれをやや気にしている。ダンベルトレーニングが趣味で、作業の合間には筋トレを習慣づけており、その甲斐あって剣崎や虎太郎が恐れるほどの怪力を誇る。物語終盤でバトルファイトの引き金を引いて死んだと思われていた父親がまだ生きていること（正体はトライアルB）を知り苦悩するも気丈に立ち向かう。
『劇場版 仮面ライダー剣 MISSING ACE』
24歳。ジョンソンとの結婚を間近に控えていたため、剣崎らに対し非協力的だったが、結局無視し切れず全面的にサポートするようになる。
烏丸 啓（）
- 演 - 山路和弘

48歳。BOARD所長。BOARDのアンデッド解放計画に最後まで反対していた一人であり、広瀬義人によってアンデッドが解放された後、天王路の命によりギャレンアーマー、ブレイドアーマーを開発した。
BOARDがローカストアンデッドに壊滅させられた際は、ライダーシステムの謎を聞き出そうとした橘によって救い出されるが、伊坂にマインドコントロールされ、レンゲルクロスを開発してしまう。その一幕もあり、謎の解明と再び利用されることを回避する目的で、チベットへと渡る。その後も剣崎や橘をサポートすべくシステムの研究を続け、嶋経由でブレイド用の、郵送でギャレン用のラウズアブゾーバーをライダーに託す。
天王路に命を狙われていたために長期間帰国できなかったが、天王路の死後に帰国、金居との戦いで行方不明になった橘を助ける。剣崎が去った後、ハート2とジョーカーを除く全てのラウズカードをケースに収めた。
『劇場版 仮面ライダー剣 MISSING ACE』
人類基盤史研究所BOARD所長。4年前、剣崎＝ブレイドが始＝ジョーカーを封印した後、橘と共に53枚のラウズカードを永遠に封印しようとしたが、封印に向かう途中でアルビノジョーカーの襲撃に遭い、命を落とす。
桐生 豪（） / 仮面ライダーレンゲル
- 演 - 増沢望
- スーツアクター - 岡元次郎

元BOARD研究員。正義感が強く、橘以前のギャレンアーマーの適格者だったが、変身実験中にエネルギースクリーンをくぐり抜けることができずに衝撃波に吹き飛ばされて右腕を失ったため、橘にギャレンを託して辞職した。その後は、仮面ライダーへの執着心から歪んだ正義感を持つようになり、右腕に高圧電流と怪力を発揮する武器を移植して密かに犯罪者の処刑を繰り返していた。
小夜子を死なせてしまったことで戦意を喪失した橘を激励するよう、烏丸に頼まれたが、歪んでしまった心から橘への嫉妬心が爆発し、これを拒否する。その心の闇をスパイダーアンデッドに魅入られ、一時的にレンゲルクロスの適合者として選ばれる。
そして邪悪な意志に操られ、解放したアンデッドを操り殺戮を繰り返した後、橘に仮面ライダーとして戦いを挑むが敗北し、その際変身が解け、レンゲルバックルを取り返した睦月が操るアンデッドらによって致命傷を負わされる。最期は自責の念に囚われる橘に「もっと馬鹿になれ」と言い残して死亡する。

広瀬 義人（） / 改造実験体・トライアルB
- 演 / 声 - 春田純一

広瀬義人はBOARDの研究所員で、広瀬栞の父である。不治の病に蝕まれた妻の小百合を救うためにアンデッドの持つ永遠の命を解明しようと願っていたが、3年前に小百合が死亡したことをきっかけに、封印されていたアンデッドのほとんどを解放、現代におけるバトルファイトを開始させた。
トライアルBは、アンデッドの細胞から造られた不死身の改造実験体である。本物の義人がアンデッド解放時の事故の後遺症で死ぬ間際に自身の記憶データをインプットしたが、その死後に天王路によって記憶データを一部修正され、自分が「本物の広瀬義人」であると思い込まされたまま、彼の下でアンデッドの研究を続行、独自にトライアルシリーズを製作する。そして橘を味方に引き込み、剣崎の仮面ライダーへの変身によるアンデッド化を阻止するため、改造実験体に剣崎の捕獲を指示する。その真の目的は、封印できない改造実験体を差し向けることで剣崎をキングフォームに変身し続けるよう仕向け、それにより剣崎をジョーカー化させてその細胞を採取することで、永遠の命の謎を解明することであった。途中、自分がトライアルBであることを天王路から告げられるが、そのまま研究を続ける。
一時は栞すら攻撃しようとするほど己の目的に執心するが、彼女が仮面ライダーたちとの戦いに巻き込まれ身に危険が及んだ時に、トライアルBとしての「栞を守る」という本来の使命を思い出し、その使命を果たすべくトライアルGから栞を庇って致命傷を負い、栞に看取られ消滅する。
人差指先から放つ1,000度の雷撃で敵を焼き殺し、左腕の双頭の蛇で相手を石化させる能力を持つ。また、眼を全身に備えていることから全方位に視界を有している。
Bは破滅を意味する「BANE」の頭文字となっている。
- デザイン画では「トライアルG」という名称であった。デザインモチーフはゲルショッカー大首領。仮面ライダー風のアゴとメカ風の血管にすることで仮面ライダーと大首領を合わせている。
- スーツはローカストアンデッドの改造。

天王路 博史（） / ケルベロスII
- 演 / 声 - 森次晃嗣

元BOARD理事長で、BOARDの創設者。アンデッド解放事件の後は、責任を取る形で表向きはBOARDから脱退していた。凄まじい財力と権力を持つ人物で、その力は「彼を調べようとした人は殺される」とまで言われる。“統制者”の意志を介する黒い石版・モノリスを所有している。
3年前に始まった現代のバトルファイトを、影で支配していた黒幕たる存在。その真の目的は、バトルファイトを現代に再開し、自らを究極のアンデッドへと変えることで参加・勝利し“万能の力”を獲得、それにより全人類を消滅させて自分に従う新しい似非人類を創り、世界を支配することであった。BOARD職員の誰かがアンデッドを解放してしまうことも計算のうちであり、事が起こった後は広瀬義人の記憶を受け継いだトライアルBの記憶データを一部修正させて自らの手駒として操り、着々と計画の準備を進めた。
改造実験体が戦力として操作できる段階にまで進んだところで、表舞台にて計画を開始、既に大半のアンデッドを封印して用済みになりつつあった仮面ライダーの抹殺を謀り、ティターンを送り込む。そして研究の集大成として完成させたケルベロスを具現化・封印させ、左腕を改造したカードリーダーによって、ケルベロスIIへと変身することに成功する。しかし4人の仮面ライダーの連携攻撃の前に敗北し、変身が解除されたところを金居により殺害され、持っていたケルベロスのカードを金居に奪われる。
左腕のカードリーダーは改造実験体の研究データとジョーカーの能力を基にしたライダーシステムの集大成とされ、ラウズカードを使ってアンデッドと融合・変身するジョーカーの能力を完全に再現している。
人造合成アンデッド・ケルベロスとの融合後、ケルベロスが持っていたアンデッドを封印・吸収する能力や強力な炎を操る能力に加え、両肩からディバインウェーブという火炎弾を放つ能力を得る。

## その他の関係者
白井 虎太郎（）
- 演 - 竹財輝之助

23歳。ノンフィクションのサイエンスライターを目指し、勤めていた出版社を退社し、フリーライターとなった青年。一人称は当初は「僕」もしくは「俺」だったが、中盤で「僕」に統一された。都市伝説「仮面ライダー」についての本を書くための取材中にライダーとアンデッドの戦いを目撃し、剣崎と知り合う。BOARD壊滅後は、取材を条件に剣崎と栞を、両親が亡くなり親代わりであったが去年亡くなった叔父が住んでいた屋敷・白井農場に居候させる。お人好しな性格で、好奇心も強いが物語初期にそれが裏目に出て、剣崎たちからたびたび非難されている。第一目的は本を出版することであったが、バトルファイトを深く知るにつれ、仮面ライダーのサポートに力を尽くすようになる。
牛乳が大好物で、「ミルク姫」という銘柄の牛乳を大量にストックし、愛飲している。落ち込むと牛乳以外の飲み物（お茶など）を飲む。居候させたはずの栞には部屋を立入禁止にされた上に、彼女曰く「料理が唯一のとりえ」とやや頼りなく思われている。
ハカランダに居候する出自不明の青年である始と、姉の遥香・姪の天音との関係を気にしており、特に天音と一緒にいることには嫉妬と嫌悪を募らせている。やがて始がカリスでありアンデッドでもあると剣崎の口から告げられて以降は始への敵視を加速させるが、「アンデッドの良心を信じることで始のことも信じられるようになるかもしれない」という理由で上級アンデッドである吉永みゆきことオーキッドアンデッドを助けるなど彼なりに試行錯誤し、最終的には始を信頼するようになり体を張って窮地を救う男気を見せた。
『劇場版 仮面ライダー剣 MISSING ACE』
27歳。剣崎たちの戦いをまとめたノンフィクションルポ『仮面ライダーという名の仮面』が2,000万部突破のベストセラーになり、一躍人気作家になっている。ライフスタイルもかなり変わっており、出版社の取り巻きの編集者を引き連れてクラブでコンパニオンと飲みながら豪遊するなど、増長した性格になっており、剣崎にも「嫌な奴になったな」と言われている。牛乳からビンテージもののワインに転向しており、高級外車も乗り回している。
都内の超高級マンションに一人暮らしで、『仮面ライダーという名の仮面』の印税で遊んで暮らしていたが、剣崎たちとの再会を経て、元の格好に戻り、再び牛乳を愛する男となる。虎太郎の部屋は、短い間ではあったがアンデッドサーチャーを備え、ライダーとして復活した剣崎たちのアジトになった。仮面ライダーたちのその後の生活を描いた著書を構想中である。

栗原 遥香（）
- 演 - 山口香緒里

虎太郎の実姉。旧姓は白井。29歳。喫茶店ハカランダを営んでいる未亡人。年頃の娘である天音や虎太郎、そして始や剣崎ら仮面ライダーの身を案じている。
『劇場版 仮面ライダー剣 MISSING ACE』
4年前とすっかり変わってしまった天音を、理解できないながらも心配している。

栗原 天音（）
- 演 - 梶原ひかり（テレビ本編）、石田未来（劇場版）

9歳。13話で10歳の誕生日を迎える。遥香の1人娘で虎太郎の姪。始に対して好意を持ち、晋の面影をダブらせている。
虎太郎に対してはやや小馬鹿にした態度で接し、名前も呼び捨てであるが、嫌っているわけではない。また、彼女と遥香の存在が、始の戦う理由そのものである。
『劇場版 仮面ライダー剣 MISSING ACE』
14歳。始に対して淡い恋心を抱いていたが、始が自分に何も言わず突然いなくなったことに傷ついて心が荒んでいき、万引きなどの非行を繰り返し、警察に補導されるようなグレかけの少女になっている。

深沢 小夜子（）
- 演 - 粟田麗

25歳。橘とサウスハーピー大学の同窓生で開業医。橘が唯一心を開く相手で、友達以上、恋人未満のような存在であり、橘が恐怖心に侵されていた時、彼女の開業する医院・深沢診療所が安らかに眠れる場所となっていた。しかし、その後の彼の変貌に疑念を持ち、独自に調査に乗り出すが、伊坂に邪魔者として殺害される。橘との平穏な暮らしを夢見ていたが、橘はそれに気付かなかった。皮肉にも小夜子の死が、橘の恐怖心を克服させる要因となる。

山中 望美（）
- 演 - 宮澤亜理沙

17歳。睦月のガールフレンドで、同じ高校に通う同級生である。テニス部所属。変わっていく睦月を心配する。睦月が仮面ライダーと知ってからも、気丈な性格から変わることなく睦月を慕い、「睦月の応援団長になる」と言って健気に応援する。また、スパイダーアンデッドに翻弄される睦月を、あと一歩のところで自我に繋ぎとめた存在である。

栗原 晋（）
- 演 - 渡祐史

遥香の夫で天音の父。プロのカメラマン。雪山での雪景色の撮影中、始と金居の戦いに遭遇して、カリスが弾き飛ばしたギラファアンデッドの剣が胸を貫いて致命傷を負い、始に天音と遥香を託し死亡した。その半年後、始は晋から渡された写真を手にハカランダを訪れる。

## アンデッド
本節では、トランプの数札に相当する、カテゴリーA（エース）からカテゴリー10（テン）に属する40体のアンデッドのうち、特に劇中でキーパーソンとなった、3体のアンデッドについて記述する。人間態はないが、一部のアンデッドは「古代語」といわれる言語で意思疎通を行い、カテゴリーAおよびヒューマンアンデッドは特に高い知能と戦闘能力を有する。

### カテゴリーA
マンティスアンデッド
ハートスーツのカテゴリーAに属する、カマキリの祖たる不死生物。未知の鉱石シャドウクリスタルで構成された装甲カリスベイルを身に着けている。他のアンデッドからは「戦闘マシン」「伝説のアンデッド」「カリス」などと呼ばれ、恐れられている存在。姿も他のアンデッドと比べてかなり異質で、相川始は戦闘の際、このアンデッドを封印したカードを使い、このアンデッドとほぼ同じ姿に変身している。そのため序盤では、剣崎ら仮面ライダーから、マンティスアンデッドの姿が始の仮面ライダーとしての姿と認識されている。上級アンデッドでスペードのカテゴリーJのイーグルアンデッドとは好敵手で一万年前にお互いに他のアンデッドを倒して最後まで生き残り、決着をつける約束をしていた。
マンティスアンデッド自身は、第23話のイーグルアンデッドの回想、第35話、第36話で睦月によって解放された時にのみ登場したが、ジョーカーの本能に飲み込まれた始に劣勢を強いられ、最後には封印される。
仮面ライダーカリスの使用する醒弓カリスアローは本来はマンティスアンデッドの使用する武器だったとされている。
カリスベイルを構成するシャドウクリスタルはダメージを受けても自然回復機能を持つなどの超常的な力を持ち、仮面ライダー図鑑ではカリスという個体名もこの鎧が由来とされている。また怪人としてのマンティスアンデッドの素の姿もあるとされるが、詳細は明らかになっていない。

スパイダーアンデッド
- 声 - 梁田清之

クラブスーツのカテゴリーAに属する、蜘蛛の祖たる不死生物。金色の無数の子グモを空中に散らして、樹上に張った巣から自身と適合資質のある人間を探していた。口から強粘性の糸を吐き、牙は消化酵素を含んでおり、これで獲物を捕食する。右手からは鉤爪付きの強靭なワイヤースパイダーワイヤーを放ち、ラウズカードでさえ簡単に捕獲する。剣崎と橘を相手に優勢に立つなど、非常に高い戦闘力を誇る。睦月の前に現れた時には「レンゲル」と呟いている。
橘に封印された後は、レンゲルバックルを介して虎太郎を操った上、適合者の1人である睦月に目をつけて精神を支配する。その目的は、アンデッドを封印できるライダーシステムを使って、バトルファイトで勝ち残ることであり、そのためにわざと封印されたと述懐している。
その後も長期にわたって睦月を支配し、人間を襲ったり、アンデッドを封印するが、光と嶋の力によって睦月から強制分離させられ、最後には睦月の手によってキングラウザーで斬り裂かれ、完全に封印される。
睦月を支配しているうちはカードの背景が紫色だが、再封印された後はカードの背景がオレンジ色になり、イラストの蜘蛛の足に金色の輪がつく。
劇場版ではカードから解放され、同じカテゴリーAであるビートルアンデッドと古代語で会話し、他のアンデッドを率いて栗原天音を狙う。その後、橘によって封印される。
- 当初はグロテスクなイメージの顔だったが、後に日笠のオーダーからカリスの要素を取り入れて精悍になった。

### カテゴリー2
ヒューマンアンデッド
ハートスーツのカテゴリー2に属する、人類の祖たる不死生物。下級アンデッドでありながら、1万年前のバトルファイトに勝利し、地球の支配権をヒトに与えたアンデッドである。至極穏やかな口調でもってテレパシーで語りかける。
人知れず現代まで生きてきたが、カードに封じられていたアンデッドが封印を解かれた後、ジョーカーと遭遇した際には抵抗をせずあえて自らカードの中に封印され、ジョーカーの内部から働きかけ、ジョーカーとしての本能を抑制している。ジョーカーは、彼を封印したカードをラウズすることで相川始となっていた。
カードを失った始がジョーカーの力を制御できず、自己催眠をかけ深い眠りに就いた際に覚醒し、剣崎たちにいにしえのバトルファイトの真実を語るが、かつてのバトルファイトに勝利した際に何を望んだのかは答えず、反対に「君なら、何を望みますか？」と問いかけを残して再び眠りにつく。
その後、再びヒトが地球の支配権を得るため、橘がリモートを使い解放をし、バトルファイトの勝者にしようと試みるも、橘が最終的に始を守ることを決めたため未遂に終わる。
他のアンデッドとは異なり、普通の人間の姿をしている。服装は上半身裸に首飾りやシルバーアクセサリーを付け、ジーンズをはいている。
また彼が封印されているスピリットヒューマンのカードも特殊な絵柄で、封印前のラウズカードにある鎖が消えず、ウロボロスの紋章が描かれていない。

## 上級アンデッド
トランプにおける絵札に相当する、カテゴリーJ（ジャック）、カテゴリーQ（クイーン）、カテゴリーK（キング）に属する12体のアンデッド。テレビ本編および劇場版では計11体登場する。
知能が高く人語を解し、人間（勝ち残った種族）の姿に化身する能力と強大な力を持っている。また、人間の姿のままでも特殊な能力を発揮することが可能。下級アンデッドと違いほとんどの個体は人間の無差別殺戮はしないが、下級アンデッドや人間を強制的に従えて手駒として使うなど、バトルファイトを勝ち抜くために様々な策謀をめぐらす。

### カテゴリーJ
伊坂（） / ピーコックアンデッド
- 演 / 声 - 本宮泰風

ダイヤスーツのカテゴリーJに属する、孔雀の祖たる不死生物。鉤爪による空中攻撃、可燃性の呼気による火炎弾や衝撃波と、自動追尾性能を持つ無数の羽手裏剣アイダートによる遠距離戦で敵を襲撃する。また巨大剣スウォーザーによる剣術も得意とする。
黒いコートを着た男に化身する。人間態でも空中を自在に浮遊し、掌から波動攻撃や火炎弾を放つ能力を持つ。剣崎たちにとって初めて相対した上級アンデッドであり、戦闘能力が高く頭も切れるが、同時に自信過剰で高慢な性格。始をカリスと呼ぶ。
強力なマインドコントロール能力で烏丸や塚田をはじめとする大勢の人間を研究員や私兵として使い、巨大研究機関を結成してライダーシステムを分析させ、そのデータを基に「究極のライダーシステム」を開発し、それを操る自分が勝者となることを目論んでいた。戦いへの恐怖心に心を蝕まれつつあった橘に目をつけ、独自に手に入れたシュルトケスナー藻の溶液で闘争本能を高め、自らの手駒に仕立てる。そしてカテゴリーAであるスパイダーアンデッドを封印させることに成功し、マインドコントロールした烏丸にレンゲルクロスを開発させる。
橘の解放を願って伊坂自身の正体に迫った小夜子を殺害したが、その結果激しい怒りにより恐怖心を克服した橘に挑まれる。自分に勝てるはずがないと自惚れていたが、一戦目は圧倒され撤退、二戦目も全ての攻め手を完封され、なぜ自分が負けたのかも分からぬまま封印された。
- デザインは、上級アンデッドらしさを出すため、ブルーメタリックで上級感を出し、ロングコート風のフォルムとなっている。

高原（） / イーグルアンデッド
- 演 / 声 - 林泰文

スペードスーツのカテゴリーJに属する、鷲の祖たる不死生物。両腕の鉤爪を武器とし、高速飛行と常人の8倍の動体視力によって敵を襲撃する。また無数の羽手裏剣で遠距離戦にも対応可能。
眼鏡とスーツを着こなす知的な青年に化身する。その姿でも空中を自在に浮遊し、羽手裏剣を発生させる能力を持つ。穏やかで威風堂々とした性格で、無益な殺生は控え、人間よりも格下の存在と化した他の生物のことを心配するなど、利己的な印象のある他のアンデッドとは違った雰囲気を漂わせる。会話の際は、親しい相手以外には敬語を心がけている。動物に関しての蘊蓄を持っており、それをよく他人に自慢したがる。
カリス＝マンティスアンデッドとは好敵手で、1万年前のバトルファイトに2人で勝ち残った際に「最高の敵として最後に雌雄を決しよう」と約束を交わしていた。当初は始をマンティスアンデッドだと思っていたが、自分のことを覚えていないことから違うことに気づき、彼の正体を探っている神丘を誘拐し、始を誘い出す。マンティスアンデッドが封印されているハートのAのカードを始から奪い取るが、剣崎に取り返され封印される。封印直前に剣崎と始の将来を告げる。
『オーズ・電王・オールライダー レッツゴー仮面ライダー』ではショッカーの怪人連合の怪人として登場。1号、2号、NEW電王、オーズを救うために他の悪の組織を吸収し一大勢力となったショッカーの怪人連合を倒すべく、人々の思いを受けて他の仮面ライダーたちと共に登場した仮面ライダーブレイドにケルベロスとギラファアンデッドと共に戦ったが、圧倒される。
- 右側面のアーマーのイメージは『仮面ライダー』のギルガラスであり、左上腕部にショッカーのベルトと全く同じデザインの腕輪を巻いている。ラフスケッチではショッカーマークのように地球の上に乗ったものも描かれている。ピーコックやカプリコーンのロングコートと違い、燕尾風テールに落ち着いている。ワシの羽根は背部に付けるのではなく、背骨となっている。

新名（） / ウルフアンデッド
- 演 / 声 - 加々美正史

ハートスーツのカテゴリーJに属する、オオカミの祖たる不死生物。全身から縦横無尽に生えた刃ナイファーで敵を切り裂く。また鋭利な爪には生物・無機物を自らを補う道具として変質させるウイルスウルフヴィールスを蓄えており、これにより人間を狼人間に変質させて操る。
青年の姿に化身する。人間態でも、本性を現した時には爪が黒く変色し鋭利になっている。傲岸不遜かつ殺戮好きな性格で、下級アンデッドと変わらない気質をしていて、人間を虫けら扱いし見下している。バトルファイトに勝ち残ることを強く意識しており、使命を果たすためならば手段は選ばない。
他のアンデッドを効率的に始末するために、自らをBOARDの生き残りと称して「アンデッドハンター」を組織しリーダーとなる。さらに、アンデッドハンターから回収していたブラックファングの開発のため、剣崎と橘をBOARDを再建させると騙して巧みに近づき、本車両を完成させて猛威を奮いながら逃走するが、剣崎と橘のライトニングブラストとバーニングスマッシュに敗れ、封印される。劇中、解放されたアンデッドの中で唯一、スーツが一致する仮面ライダー（カリス）との出会い、戦闘がない。
人間態は当初明かされていなかったが、初登場時の回終了後の番組公式ホームページで正体が新名であることが明かされている。上級アンデッドの中では最も殺戮を繰り返したがこれは高原（イーグルアンデッド）曰く、食べるためでもないのに狼の子孫に当たる犬が猫と共に毎年、約50万匹が殺処分されている現状から子孫に対して行っている人間への憎しみが表れていると思われる。
- 鈴鹿8耐とタイアップすることから、バイクに乗ることとなり、後方に8本のマフラーがなびくようになっている。狼から「銀狼」を思い出し、銀＝ナイフとなり、全身がナイフの装備となった。狼男であることから満月となったが、デザインとしては頭部と胸部に三日月の形を持ってきている。

ブラックファング
元は橘や烏丸がブルースペイダーやレッドランバスのデータを元にライダー用に開発を進めていた次世代マシン。その後は、開発途中のまま未完に終わっていたが、ウルフアンデッドが盗み出した設計図を元に、アンデッドハンターや剣崎たちを利用して、ブルースペイダーとレッドランバスのラウズカードシステムのデータを移植して完成させる。そしてハンターのメンバーを皆殺しにした後に強奪し、自身の右手の爪を突き立ててヴィールスを流し込んで、自分専用のスーパーマシンへと変形強化させる。アクセルをふかしてウルフアンデッドのパワーを増幅させたり、敵の飛び道具を跳ね返すほか、伸縮する車体側面の突起、全方位に放つ衝撃波、車体後部から放つ煙幕など、数多くの機能と武器を備える。最終的にギャレンの銃撃で破壊される。
- デザインイメージは牙のようなフォルム。アンデッドのようなカウルを市販のオフロードバイクにデザインしている。名前はウルフが乗ることから犬歯を意味する「ファング」となった。アンデッドバックルのようなホイールとなっている。
- ベース車両はホンダXR250 モタード。

ワーウルフ
ウルフアンデッドに殺害され、ウルフヴィールスを注入され凶暴化した人間が化身した狼人間。ウルフアンデッドの意思で操られ暴れ狂う。ワーウルフに襲われた人間もワーウルフとなって甦る。戦闘能力は普通のアンデッドより劣り、アンデッドサーチャーにも反応せず、封印はできないが大きなダメージを加えると炎上し、消滅する。
- 人狼ではあるが、黒い毛であると猿のように見えてしまうことから、銀の毛となった。

大地（） / エレファントアンデッド
- 演 / 声 - 成田浬
- 声 - 福山弘幸（45話のみ）

クラブスーツのカテゴリーJに属する、ゾウの祖たる不死生物。仮面ライダーを複数相手にしてもなお圧倒するほどの凄まじいパワーを誇り、専用の戦鎚アースクェークや右手首に備えた光弾を放つ鋼鉄球アイアンボムなどの多彩な武器を使いこなす。それらの一撃はブレイドのマスクを破壊したほどに強力である。また、シールドバリアを発生させ、敵の攻撃を防御することや旋風を右胸のノーズストライカーで巻き起こして敵を吹き飛ばす。
麦藁帽子を被った長髪の厳つい男に化身する。「面倒くせえなぁ」が口癖。圧倒的な戦闘能力に慎重さを兼ね備えており、アンデッド同士の潰し合いやライダーとアンデッドの対決を静観し、相手の能力を測って手の内を知り、確実に勝てるという確証が得られるまで戦わないというポリシーを持つ。他のアンデッドもその強さを知っており、正面から戦いを挑もうとはせず、始以外は戦いを避けようとしたり懐柔しようとする者がほとんどである。強力なシールドバリアを人間態のままでも発生させることが可能である。
他のアンデッドや仮面ライダーたちによって十分な潰し合いが行われた上で戦いに乗り出し、自分が勝利をさらう、という戦略を立てていたために、「戦いが嫌い」と称して高みの見物を決め込んでいた。たび重なる仮面ライダーたちとの戦闘シミュレーションの結果、「100パーセント勝てる」という確証を得たためついに自ら動き戦いを挑むが、ジャックフォームを手に入れたブレイドに敗れて封印される。
ケルベロス戦にてレンゲルに解放されるが、ケルベロスに倒され再封印される。
- 象のそのままの姿であると可愛さが出てしまうため、「魔人的な威圧感」を出すため、あえて鼻を右肩にオフセットにしてマウントし、伸ばしたデザインとなった。ヘビー感を漂わせるため、銀の髪の毛となっている。

### カテゴリーQ
矢沢（） / カプリコーンアンデッド
- 演 / 声 - 是近敦之

スペードスーツのカテゴリーQに属する、ヤギの祖たる不死生物。三日月状のブーメランクレッセントホーンが武器。また、2本の角カプリコーンホーンからエネルギー弾を放つ。
派手な洋装をした軽い感じの男に化身する。奇矯で短絡的な性格。ウルフやピーコック同様、自信過剰で人間を嘗めている。「フォオウ!」と雄叫びを上げる奇行をとることもある他、初登場時にはおネエ口調で話している。カテゴリーQで唯一、男性に化身するアンデッドでもある。人間態では口から放つ光弾を武器として用いる。また、化身した状態でも、センチピードアンデッドを一捻りで倒すなど、戦闘力は高い。
オーキッドと組んで剣崎と虎太郎を襲い、虎太郎を人質にとったことで剣崎を一方的に痛めつけるが、始によって虎太郎は解放され、自身は怒りを爆発させた剣崎の猛反撃を受け、ライトニングソニックに敗れ封印される。
- 当初のデザイン画では「ゴートアンデッド」という名称であった。派手さを出すため、3つ首となった。幹部級怪人特有の意匠としてピーコック同様ロングコートとなり、山羊らしさを出すため、フィッシャーマンズセーターの柄、ねじれた爪や角となっている。当初は女性型怪人の想定でデザインされたが、都合により男性型の怪人がデザインされた。

吉永 みゆき（） / オーキッドアンデッド
- 演 / 声 - 肘井美佳

ハートスーツのカテゴリーQに属する、蘭の祖たる不死生物。右腕の蔦アブゾーブアイビーによって搦めた植物などを操る能力を備えており、後頭部の顔から吐き散らす花弁による幻惑攻撃を得意とする。また、紫の花弁から蘭の香りを放って敵を虜にする。
女子大生の姿に化身する。その美貌と立ち振る舞いは虎太郎や睦月が思わず誘惑されるほど。本性は卑劣にして巧みな知略家であり、その悪辣さは同格の矢沢からも畏怖の視線で見られている。タッグを組んだり他のアンデッドを利用する戦法をよく使う。
虎太郎に近づき白井農場に潜り込み、虎太郎たちが目を離した隙に栞が使うパソコンに妨害工作を施し、アンデッドサーチャーを破壊する。矢沢、高原など組む相手を変えながらライダーの打倒を画策、大地にも共闘を持ち掛けるが、全てが裏目に出る形になり、大地からの攻撃により重傷を負いながら逃亡する。その後、気絶していたところを虎太郎によって救われ、自分の正体を知りながらも信じようとする虎太郎に呆れつつも少しずつ心を通わせかけていたが、追ってきた始の姿が見えたため虎太郎を気絶させ戦いに赴き、カリスのヘッドチョップを受け封印された。
- 上級の女性アンデッドということから、トランプの赤2種黒2種の赤を試している。植物やハートの属性であることからエンブレムカービングを全身に施し、ハートと蘭の雄しべを合わせた顔のクリアーパーツとなっている。当初はオバサンっぽいプロポーションであったが、人間態を若い肘井が演じることからNGとなり、そのマスクのデザインが決定稿の後頭部となっている。

あずみ / サーペントアンデッド
- 演 / 声 - 福澄美緒

ダイヤスーツのカテゴリーQに属する、ウミヘビの祖たる不死生物。水中戦が得意。鎌状の蛇骨と右手の鎌が武器。大きく裂けた口から衝撃波を放って敵を粉砕する。
妖艶な女性に化身する。笑い上戸で、甲高い声で嗤う癖がある。人間態時でも衝撃波を口から放つことができる。
トータスアンデッドを引き連れてジョーカー打倒を目論み、高い戦闘能力を見せつけ、始を一時の記憶喪失に追い込んだ。記憶を取り戻し再度カリスに変身した始も苦戦させていたが、了に熱々のたい焼き器で顔を殴られ、悶絶したところから一気に逆襲に遭い、スピニングダンスを受けて封印される。劇中、ライダーシステム、ジョーカー以外の攻撃が効いて倒された唯一のアンデッドである。
『レッツゴー仮面ライダー』ではショッカーの怪人連合の怪人として登場。1号、2号、NEW電王、オーズを救うために他の悪の組織を吸収し一大勢力となったショッカーの怪人連合を倒すべく、人々の思いを受けて他の仮面ライダーたちと共に登場した仮面ライダーBLACKと仮面ライダーBLACK RXにショッカーの怪人連合の怪人として登場したメタルゲラスとショッカーの怪人連合の幹部で暗黒結社ゴルゴムの代表として登場した大神官ダロムとショッカー戦闘員軍団と共に仮面ライダーBLACKと仮面ライダーBLACK RXと戦った。
- スーツはオーキッドアンデッドの改造だが、下半身以外はほぼ新造となっている。そのままモチーフの海蛇をパーツとして取り入れると、死んでいるように見えてしまうことからシルバーアクセサリーのようなデザインとなり、口に付けたリングに骨化した装飾品として装備している。顔と左腕はメデューサの逆反射によって石化したものとなっている。

城 光（） / タイガーアンデッド
- 演 / 声 - 浜崎茜

クラブスーツのカテゴリーQに属する、トラの祖たる不死生物。素早い動きで右腕の金属性の鉤爪アイアンクローと右肩にあるショルダーカッターを武器とした白兵戦を得意とする。眼は暗視ゴーグルの機能も兼ね備えており、夜間での戦闘も可能。
誇り高き女性戦士に化身する。口調はきついが責任感が強く実直な性格で、正々堂々とした戦いを好み無駄な殺生もしない。変身せずともテコンドーの足技で睦月を叩き伏せるなど、カテゴリーQの中でも格闘能力が高く、ジャックフォームのブレイドとギャレンを同時に相手にしても跳ね除けるほどである。
カードの数にものを言わせる戦法を取る睦月の前に現れ「最低の戦い方」と非難、その後もカテゴリーAの支配と人間の狭間で揺れ動く彼を見守る。バトルファイトを自らの種族を繁栄させるための聖戦と捉えており当初はその中での勝利を目指すが、現代のバトルファイトが天王路によって仕組まれたものであったという事実にショックを受け、繁栄を謳歌する人間に対し自らの種族は世界の片隅で生きる運命しかないことに激しく絶望する。だが睦月を救いたい一心で怪人の自分も恐れない望美の勇気を目の当たりにしたことをきっかけに、最後は睦月のためにわざと封印されることを選び、彼の意識の中で「自分との戦いに終わりはない」と告げ、嶋と共に睦月を救う。
『レッツゴー仮面ライダー』ではショッカーの怪人連合の怪人として登場。1号、2号、NEW電王、オーズを救うために他の悪の組織を吸収し一大勢力となったショッカーの怪人連合を倒すべく、人々の思いを受けて他の仮面ライダーたちと共に登場した仮面ライダーアマゾンと戦った。
- デザイン画では雌のトラを意味する「ティグレスアンデッド」という名称であった。女性的なフォルムではなく、戦士としてアクティブな方向として持っていたが、劇中のキャラクターとシンクロしていったのは偶然の一致であるという。

### カテゴリーK
嶋 昇（） / タランチュラアンデッド
- 演 / 声 - 相澤一成

クラブスーツのカテゴリーKに属する、タランチュラの祖たる不死生物。戦闘能力は極めて高く、左腕先から放つ強粘性ネットと右手の鉤爪、右手から放つ衝撃波と全身の棘先や爪から分泌する猛毒が武器。
異国風の装いの男に化身する。風を感じることによって、遠くで起きている出来事を察知したり、人の記憶の一部を取り除いたり、読み取った人間の心の声を風に乗せて他人に聞かせたりという能力を持つ。種の保存の本能による闘争心が生まれつき薄いため、平和を愛し、傷つけあうことを好まない優しい性格であり、カテゴリーKでは唯一の非戦派である。ナチュラルという名のカナリアと、自らの分身である大量の小蜘蛛を飼っている。
解放後は戦いを避けるためか、チベットへと舞い戻ったが、戦いを止めるために自ら進んで烏丸に協力することを選択、チベットに渡った烏丸からラウズアブゾーバーを預かって来日する。剣崎には彼の精神的成長を促すアドバイスも行い、彼らの信頼を獲得する。
スパイダーアンデッドから睦月を解放するため、剣崎らの制止を振り切って、あえて自ら睦月に封印される。スパイダーアンデッドの意志の増長により、なかなか睦月を解放できなかったが、睦月がカテゴリーQである光を封印し、そのまま光が橘から託されたアブソーバーを使ったことで力を発揮。スパイダーアンデッドと睦月を分離させた後、睦月と融合して自らの力を貸し、睦月の心を勝利へと導いた。
その後、始（ジョーカー）を封印せずに戦いを終わらせるため、剣崎の指示でレンゲルが解放を試みるも、バトルファイトの勝者が決定していたため、解放されることはなかった。劇中、初めて始のことをジョーカーと呼んだアンデッドである。
- デザインを担当した韮沢靖によれば、大好きなタランチュラのモチーフで、しかもカテゴリーKのアンデッドということで、凶悪で歴戦の勇士といった趣にして、各部に傷や補修の痕を残してデザインしたという。同じクモモチーフのスパイダーアンデッドと重複しないように左側は紫とオレンジの補色となっている。監督の長石の依頼で顔のクリアーパーツが追加された。ところが、シナリオよりも先行してデザインされていたため、善良な存在のアンデッドであり、このミスマッチが逆にドラマ的に印象深いアンデッドとなったのかも知れないと語っている。

キング / コーカサスビートルアンデッド
- 演 / 声 - 上條誠

スペードスーツのカテゴリーKに属する、コーカサスオオカブトムシの祖たる不死生物。黒い体色がメインの他のアンデッドと違い、純金に近い体色をしている。オールオーバーという破壊剣と、150トンの衝撃にも耐えられるソリッドシールドという左手の盾が武器。
上級アンデッドの中で一番若い少年の姿に化身する。「最強のアンデッド」として"キング"と自称する。化身した状態でも強力な念動力の使用に加え、ソリッドシールドを出現させることも可能。 幼稚かつ残忍な性格で、携帯電話で他人が苦しみ悲しむ凄惨なシーンを撮影し、自らのホームページにアップロードするという悪趣味を持つ。アンデッドとしての使命にも人間にもほとんど興味を示しておらず、ジョーカーの精神を支配してバトルファイトやこの世界を崩壊させて全てを滅茶苦茶にしたいと嘯いている。
スカラベアンデッドの精神を支配して暗躍する中、レンゲルの画像をアップロードしたことで剣崎らと接触する。そしてバトルファイトの混乱を招くためにジョーカーの暴走を企み、始からカードを強奪し、睦月に投げ渡す。
ジャックフォームすらあっさり撃破する実力を持ち、スペードのカードもA以外奪い取るが、「戦えない全ての人のために俺が戦う」という仮面ライダーとしての強い決意に目覚めた剣崎によって逆にオールオーバーを奪われ、ブレイラウザーとの二刀流の前に敗北する。隙あらばスパイダーアンデッドと睦月のように、剣崎の意思を奪うと囁きつつも、封印されることを受け入れる。
- デザイン画では「ビートルアンデッド」という名称であった。デザインを担当した韮沢靖によると、このアンデッドはカテゴリーKでしかもカブトムシなので、黄金の重装甲騎士としてデザインした、ということである。また、武器のオールオーバーは、カブトムシの角を象ったもので、「全装甲」というカブトムシの名前から取った名称であるという。
- スーツはビートルアンデッドの改造。

金居（） / ギラファアンデッド
- 演 / 声 - 窪寺昭

ダイヤスーツのカテゴリーKに属する、ギラファノコギリクワガタの祖たる不死生物。コーカサスビートルと同様、体色が純金に近い。ヘルターとスケルターという名前の双剣と両腕の巨大な角と手榴弾にもなる腰のクワガタの角が武器。バリアも使用できるが、至近距離からの攻撃は跳ね返せなかった。ブレイドのオリハルコンエレメントを破壊し、ワイルドサイクロンを正面から受け止めることが出来るなど、非常に高い戦闘能力を誇る。
眼鏡をかけた青年の姿に化身する。表向きには知性的で思慮深い性格だが、根底では人間を憎悪すると同時に見下している。その冷静な頭脳で早くからバトルファイトの矛盾に気付き内幕を探っており、天王路へと行き着いた。バトルファイトが天王路の思惑によって仕組まれたものだということを知った後は、仮面ライダーたちを利用して天王路の変身したケルベロスIIを撃破させ、最後に天王路を殺害してアンデッド吸収能力を持つケルベロスのカードを奪取。これを用いて始を封印することを狙い、最後の勝者になる寸前まで迫ったが、始を信じる仲間たちを信じた橘の捨て身同然の戦法に破れ、世界が滅びることを嘲笑いながら封印される。
『劇場版 仮面ライダーディケイド オールライダー対大ショッカー』では大ショッカーの怪人として登場。
『レッツゴー仮面ライダー』ではショッカーの怪人連合の怪人として登場。国連会議ではアンデッドの代表者で大使として登場したケルベロスに付き添っていた。1号、2号、NEW電王、オーズを救うために他の悪の組織を吸収し一大勢力となったショッカーの怪人連合を倒すべく、人々の思いを受けて他の仮面ライダーたちと共に登場した仮面ライダーブレイドにケルベロスとイーグルアンデッドと共に戦ったが、圧倒される。
- コーカサスビートルアンデッド同様、カテゴリーKの上級アンデッドであることからゴールドのフォーマットにしている。形状をデザインしてから名前を決めたため、実際のギラファノコギリクワガタとは形状と角が異なっている。

パラドキサアンデッド
ハートスーツのカテゴリーKに属する、パラドックスカレハカマキリの祖たる不死生物。
テレビ本編・劇場版共に未登場で、封印したハートのKのラウズカードのみ登場する。

『仮面ライダーディケイド』
- 演 / 声 - 入江雅人

『ディケイド』初登場の上級アンデッドとして登場する。手に備えた鎌から真空波を発射して対象を切り裂く能力を持つ。これは人間に化身した際にも使用が可能。
鎌田（）という初老の男性に化身している。
『レッツゴー仮面ライダー』ではショッカーの怪人連合の怪人として登場。1号、2号、NEW電王、オーズを救うために他の悪の組織を吸収し一大勢力となったショッカーの怪人連合を倒すべく、人々の思いを受けて他の仮面ライダーたちと共に登場したディケイドにショッカーの怪人連合の怪人として登場したタイガーオルフェノクと共に戦ったが、圧倒される。
- 背中にはデザイナーの遊び心で「ハートマーク」と「K」が描かれており本来は体色の黒の部分はワイルドカリスと同じ赤の予定であった。なお、この怪人が登場した作品は、原典の『仮面ライダー剣』ではなく、『仮面ライダーディケイド』番組内のパラレルワールドであるため、原典同様にデザインの担当となった韮沢靖が、原典に敬意を表し意図的にカリスに似つかないデザインにしたという逸話がある。